# Хафлигер, Андре
Андре Хефлигер (22 мая 1929, Ньон — 7 марта 2023) — швейцарский тополог.
Внёс важный вклад в теорию узлов и теорию слоений.

## Образование и карьера
Хефлигер учился в школе в Ньоне, а затем учился в выпускных классах Женевского колледжа в Женеве. Он изучал математику в Лозаннском университете с 1948 по 1952 год. В течение двух лет он работал ассистентом преподавателя в Политехнической школе Лозаннского университета. Затем он перешёл в Страсбургский университет, затем последовал за Чарльзом Эресманном в Париж, где получил докторскую степень в 1958 году в Страсбургском университете под руководством Шарля Эресманна. Его диссертация была озаглавлена «Structures feuilletées et cohomologie à valeurs dans un faisceau de groupoides» и была написана под руководством Чарльза Эресманна.
Хефлигер получил исследовательскую стипендию на один год в Парижском университете, где участвовал в семинаре Анри Картана, а затем с 1959 по 1961 год работал в Институте перспективных исследований в Принстоне, штат Нью-Джерси. С 1962 года он был профессором Женевского университета до выхода на пенсию в 1996 году.
В 1966 году Хефлигер был приглашён спикером на Международный конгресс математиков в Москве. В 1974—1975 годах он был президентом Швейцарского математического общества.
Хефлигер получил почетную докторскую степень в ETH Zurich в 1992 году и в Дижонском университете в 1997 году. В 2020 году Хефлигер и Мартин Бридсон были награждены премией Лероя П. Стила Американского математического общества за математическое изложение за свою книгу «Метрические пространства неположительной кривизны» (Springer Verlag, 1999).
Скончался 7 марта 2023 года в возрасте 93 года.

## Исследования
Основными исследовательскими интересами Хефлигера были дифференциальная топология и геометрия.
Хефлигер нашел топологическое препятствие существованию спиновой структуры на ориентируемом римановом многообразии. В двух статьях в «Annals» он изучал различные вложения сфер в связи с теорией узлов. Он также внёс важный вклад в теорию слоений, введя понятие структур Хефлигера.
Он написал более 80 статей в рецензируемых журналах и защитил 20 докторских диссертаций. студенты, в том числе Огюстен Баньяга и будущий лауреат Филдсовской премии Вон Джонс.

## Признание
- В 1974—1975 годах он был президентом швейцарского математического общества.
- Почётный доктор высшей технической школы Цюриха (1992).